# Юрдан Георгиев (лекар)
Юрдан Георгиев е български хирург.

## Биография
Роден е през 1864 г. в Търново. Специализира при проф. Алберт във Виена. След завръщането си в България работи като старши лекар в Ловеч и Русе. През Първата световна война е запасен санитарен капитан, началник на Русенската местна военна болница. За отличия и заслуги през войната е награден с народен орден „За военна заслуга“, IV степен. Извършва средно големи и големи хирургически интервенции. Негов ученик е Параскев Стоянов. Автор е на множество трудове. По-известните от тях са „Случаи с crura vara rachitica, излекуван чрез osteotomia“ (1896), „Един урод – Аненцефалус“, „Три случая с нефректомия“, „Операции на пикочния мехур“, „37 овариотомии“. Умира през 1932 г.